# Южное Хаттомозеро
Южное Хаттомозеро — пресноводное озеро на территории Амбарнского сельского поселения Лоухского района Республики Карелии.

## Общие сведения
Площадь озера — 2,9 км², площадь водосборного бассейна — 12,5 км². Располагается на высоте 83,8 метров над уровнем моря.
Форма озера лопастная, подковообразная, продолговатая: оно более чем на четыре километра вытянуто с запада на восток. Берега изрезанные, каменисто-песчаные, преимущественно заболоченные.
Из северного залива озера вытекает безымянная протока, впадающая в Северное Хаттомозеро, через которое протекает река Верхняя Куземка, впадающая в Пильдозеро, через которое протекает река Воньга, впадающая, в свою очередь, в Белое море.
В озере расположено не менее трёх безымянных островов различной площади.
С востока и севера к озеру подходит автозимник.
Населённые пункты вблизи водоёма отсутствуют.
Код объекта в государственном водном реестре — 02020000711102000003498.